# Khatiwada
Khatiwada (nep. खतिवडा) – gaun wikas samiti w zachodniej części Nepalu w strefie Seti w dystrykcie Doti. Według nepalskiego spisu powszechnego z 2001 roku liczył on 1024 gospodarstw domowych i 5818 mieszkańców (2900 kobiet i 2918 mężczyzn).